# Скоптофобия
Скоптофо́бия (от др.-греч. σκώπτω «высмеивать, вышучивать, дразнить» + φόβος «страх») — специфическая фобия, характеризующаяся иррациональным страхом оказаться объектом насмешек или выглядеть нелепо в глазах окружающих, обусловленным восприятием собственных мнимых недостатков.
Лица, страдающие скоптофобией, испытывают повышенную тревожность и страх перед возможными насмешками в свой адрес, что может приводить к формированию комплекса неполноценности и убежденности в собственной ущербности.
Дальнейшее развитие фобии проявляется в интерпретации нейтральных взглядов окружающих как осуждающих, что вызывает панику и стремление избежать зрительного контакта.
Этиология скоптофобии часто связана с негативным опытом, пережитым в детстве. Систематические нападки, буллинг (физический/психологический), хроническое чувство беспомощности при невозможности противостоять агрессии или гиперопека и эмоциональная депривация могут способствовать формированию комплекса неполноценности, который впоследствии трансформируется в скоптофобию.